# Errore quadratico medio
In statistica, l'errore quadratico medio (in inglese Mean Squared Error, MSE) indica la discrepanza quadratica media fra i valori dei dati osservati ed i valori dei dati stimati.

## Definizione
L'errore quadratico medio o Mean Squared Error (MSE) di uno stimatore {\displaystyle {\hat {\theta }}} rispetto al parametro stimato {\displaystyle \theta } è definito come
{\displaystyle \operatorname {MSE} ({\hat {\theta }})=\operatorname {E} {\big [}({\hat {\theta }}-\theta )^{2}{\big ]}.}
L'errore quadratico medio è uguale alla somma della varianza e del quadrato del bias di uno stimatore
{\displaystyle \operatorname {MSE} ({\hat {\theta }})=\operatorname {Var} ({\hat {\theta }})+\left(\operatorname {Bias} ({\hat {\theta }},\theta )\right)^{2}.}
L'errore quadratico medio quindi ci dà una misura per giudicare la qualità di uno stimatore in termini della sua variazione e della sua distorsione.

## La formula
La formula per calcolarne il valore è la seguente:

{\displaystyle MSE={\frac {\sum _{i=1}^{n}(x_{i}-{\widehat {x}}_{i})^{2}}{n}}}

La sua radice quadrata fornisce un ulteriore indice statistico, la cosiddetta radice dell'errore quadratico medio (in inglese root-mean-square error, RMSE oppure Root Mean Square Deviation, RMSD). Corrisponde, in italiano, alla varianza interna data dal rapporto fra la devianza interna (o devianza entro i gruppi) e la numerosità totale. L'RMSE può essere anche calcolato come deviazione standard degli scarti.
L'MSE ed RMSE non sono quantità a-dimensionali, bensì assumono l'unità di misura della grandezza considerata (RMSE) ed il suo quadrato (MSE). 

Ad esempio, nella stima della resistenza di risonanza di un circuito, l'MSE è calcolato in {\displaystyle [\Omega ^{2}]} e il relativo RMSE in {\displaystyle [\Omega ]}. Pertanto, essi non sono indici assoluti dell'affidabilità della stima effettuata, ma dipendono dal range di variazione dei dati acquisiti (e stimati). I corrispettivi indici assoluti vengono indicati col nome di MSE Percentuale (MSEP) e RMSE Percentuale (RMSEP).

## Calcolo dei valori di MSEP e RMSEP
Il valore dell'MSEP è facilmente calcolabile sostituendo al numeratore dell'MSE la normalizzazione dell'i-esimo errore rispetto al relativo valore stimato. Pertanto:

{\displaystyle MSEP={\frac {\sum _{i=1}^{n}\left({\frac {x_{i}-{\widehat {x}}_{i}}{x_{i}}}\right)^{2}}{n}}}.
L'RMSEP ne è, naturalmente, la relativa radice quadrata.